# Dan Hardy
Pour les personnes ayant le même patronyme, voir Daniel Hardy et Hardy.

'Daniel Mark Hardy dit Dan Hardy, né le 17 mai 1982 à Nottingham, est un pratiquant anglais d'arts martiaux mixtes (MMA).
Ceinture noire de taekwondo et ceinture marron de jiu-jitsu brésilien, il est actuellement en concurrence dans la catégorie des poids mi-moyens de l'Ultimate Fighting Championship. Il s'entraîne à la Team Rough House, en Angleterre, avec notamment Paul Daley et Ross Pearson.
En mars 2010, il a affronté Georges St-Pierre dans un combat pour le titre, qu'il a perdu par décision unanime.

## Parcours en arts martiaux mixtes

### Ultimate Fighting Championship
Dan Hardy devait affronter Matt Brown lors de l'UFC on FOX 7, le 20 avril 2013. Cependant, il déclare forfait fin mars 2013 quand on lui détecte un syndrome de Wolff-Parkinson-White. Jordan Mein le remplace.

## Palmarès en arts martiaux mixtes
| 36 combats           | 25 victoires | 10 défaites |
| Par KO               | 12           | 1           |
| Par soumission       | 4            | 4           |
| Sur décision         | 9            | 4           |
| Par disqualification | 0            | 1           |
| Sans décision        | 1            | 1           |

| Résultat   | Record    | Adversaire        | Méthode                                             | Événement                          | Date              | Round | Temps | Lieu                                 | Notes                                                              |
| ---------- | --------- | ----------------- | --------------------------------------------------- | ---------------------------------- | ----------------- | ----- | ----- | ------------------------------------ | ------------------------------------------------------------------ |
| Victoire   | 25-10 (1) | Amir Sadollah     | Décision unanime                                    | UFC on Fuel TV: Struve vs. Miocic  | 29 septembre 2012 | 3     | 5:00  | Nottingham, Angleterre               |                                                                    |
| Victoire   | 24-10 (1) | Duane Ludwig      | KO (coup de poing et coups de coudes)               | UFC 146: Dos Santos vs. Mir        | 26 mai 2012       | 1     | 3:51  | Las Vegas, Nevada, États-Unis        | KO de la soirée                                                    |
| Défaite    | 23-10 (1) | Chris Lytle       | Soumission (étranglement en guillotine)             | UFC Live: Hardy vs. Lytle          | 14 août 2011      | 3     | 4:17  | Milwaukee, Wisconsin, États-Unis     | Combat de la soirée                                                |
| Défaite    | 23-9 (1)  | Anthony Johnson   | Décision unanime                                    | UFC Fight Night: Seattle           | 26 mars 2011      | 3     | 5:00  | Seattle, Washington, États-Unis      |                                                                    |
| Défaite    | 23-8 (1)  | Carlos Condit     | KO (coup de poing)                                  | UFC 120: Bisping vs. Akiyama       | 16 octobre 2010   | 1     | 4:27  | Londres, Angleterre                  |                                                                    |
| Défaite    | 23-7 (1)  | Georges St-Pierre | Décision unanime                                    | UFC 111: St.Pierre vs. Hardy       | 27 mars 2010      | 5     | 5:00  | Newark, New Jersey, États-Unis       | Pour le titre poids mi-moyens de l'UFC.                            |
| Victoire   | 23-6 (1)  | Mike Swick        | Décision unanime                                    | UFC 105: Couture vs. Vera          | 14 novembre 2009  | 3     | 5:00  | Manchester, Angleterre               | Pour déterminer l'aspirant no 1 au titre poids mi-moyens de l'UFC. |
| Victoire   | 22-6 (1)  | Marcus Davis      | Décision partagée                                   | UFC 99: The Comeback               | 13 juin 2009      | 3     | 5:00  | Cologne, Allemagne                   |                                                                    |
| Victoire   | 21-6 (1)  | Rory Markham      | KO (coup de poing)                                  | UFC 95: Sanchez vs. Stevenson      | 21 février 2009   | 1     | 1:09  | Londres, Angleterre                  |                                                                    |
| Victoire   | 20-6 (1)  | Akihiro Gono      | Décision partagée                                   | UFC 89: Bisping vs. Leben          | 18 octobre 2008   | 3     | 5:00  | Birmingham, Angleterre               | Début à l'UFC                                                      |
| Victoire   | 19-6 (1)  | Daniel Weichel    | TKO (coups de coude)                                | UF: Punishment                     | 3 mai 2008        | 2     | 1:49  | Doncaster, Angleterre                |                                                                    |
| Victoire   | 18-6 (1)  | Chad Reiner       | KO (coups de poing)                                 | CWFC: Enter the Rough House 6      | 19 avril 2008     | 3     | 2:10  | Nottingham, Angleterre               |                                                                    |
| Victoire   | 17-6 (1)  | Manuel Garcia     | Soumission (coups de poing)                         | CWFC: Enter The Rough House 5      | 8 décembre 2007   | 1     | 2:21  | Nottingham, Angleterre               |                                                                    |
| Défaite    | 16-6 (1)  | Yoshiyuki Yoshida | Disqualification (coup de pied accidentel à l'aine) | GCM: Cage Force 5                  | 1er décembre 2007 | 2     | 0:04  | Tokyo, Japon                         |                                                                    |
| Victoire   | 16-5 (1)  | Hidetaka Monma    | TKO (arrêt du coin)                                 | GCM: Cage Force 4                  | 8 septembre 2007  | 3     | 0:29  | Tokyo, Japon                         |                                                                    |
| Victoire   | 15-5 (1)  | Daizo Ishige      | Décision unanime                                    | GCM: Cage Force 3                  | 27 mai 2007       | 3     | 5:00  | Tokyo, Japon                         |                                                                    |
| Victoire   | 14-5 (1)  | Willy Ni          | Soumission (étranglement en guillotine)             | CWFC: Enter The Rough House 2      | 28 avril 2007     | 2     | 0:39  | Nottingham, Angleterre               |                                                                    |
| Victoire   | 13-5 (1)  | Alexandre Izidro  | TKO (coups de poing)                                | CWFC: Enter The Rough House        | 9 décembre 2006   | 3     | 4:56  | Nottingham, Angleterre               |                                                                    |
| Victoire   | 12-5 (1)  | Danny Rushton     | TKO (abandon)                                       | CWFC: Showdown                     | 16 septembre 2006 |       | 5:00  | Sheffield, Angleterre                |                                                                    |
| Défaite    | 11-5 (1)  | David Baron       | Décision unanime                                    | 2H2H: Road to Japon                | 18 juin 2006      | 2     | 3:00  | Amsterdam, Pays-Bas                  |                                                                    |
| Défaite    | 11-4 (1)  | Forrest Petz      | Décision unanime                                    | Fightfest 2                        | 14 avril 2006     | 3     | 5:00  | Canton, Ohio, États-Unis             |                                                                    |
| Victoire   | 11-3 (1)  | Diego Gonzalez    | TKO (arrêt du médecin)                              | CWFC: Strike Force 5               | 25 mars 2006      | 3     | 0:19  | Coventry, Angleterre                 |                                                                    |
| Victoire   | 10-3 (1)  | Matt Thorpe       | Décision partagée                                   | CWFC: Strike Force 4               | 26 novembre 2005  | 3     | 5:00  | Coventry, Angleterre                 |                                                                    |
| No contest | 9-3 (1)   | Diego Gonzalez    | No Contest                                          | CWFC: Strike Force 3               | 1er octobre 2005  | 2     | 1:19  | Coventry, Angleterre                 |                                                                    |
| Victoire   | 9-3       | Sami Berik        | Décision unanime                                    | CWFC: Quest 3                      | 17 septembre 2005 | 3     | 5:00  | Sheffield, Angleterre                |                                                                    |
| Victoire   | 8-3       | Lautaro Arborelo  | TKO (coups de poing)                                | CWFC: Strike Force 2               | 16 juillet 2005   | 3     | 3:52  | Coventry, Angleterre                 |                                                                    |
| Victoire   | 7-3       | Alexandre Izidro  | Décision unanime                                    | KOTC: Warzone                      | 24 juin 2005      | 2     | 5:00  | Sheffield, Angleterre                |                                                                    |
| Victoire   | 6-3       | Stuart Barrs      | TKO (coups de poing)                                | UK: Storm                          | 18 juin 2005      | 2     | N/A   | Birmingham, Angleterre               |                                                                    |
| Défaite    | 5-3       | David Baron       | Soumission (étranglement en triangle)               | CWFC: Strike Force                 | 21 mai 2005       | 2     | 3:10  | Coventry, Angleterre                 |                                                                    |
| Victoire   | 5-2       | Andy Walker       | TKO (coups de poing)                                | CWFC: Quest                        | 8 avril 2005      | 1     | N/A   | Yorkshire, Angleterre                |                                                                    |
| Victoire   | 4-2       | Lee Doski         | Soumission (blessure)                               | Fight Club UK 1                    | 29 janvier 2005   | 2     | N/A   | Sheffield, Angleterre                |                                                                    |
| Victoire   | 3-2       | Aaron Barrow      | KO (coup de pied à la tête et coups de poing)       | CWFC 9: Xtreme Xmas                | 18 décembre 2004  | 1     | 0:13  | Sheffield, Angleterre                |                                                                    |
| Défaite    | 2-2       | Pat Healy         | Soumission (étranglement en guillotine)             | Absolute Fighting Championships 10 | 30 octobre 2004   | 1     | 3:50  | Fort Lauderdale, Floride, États-Unis |                                                                    |
| Victoire   | 2-1       | Andy Melia        | Soumission (coups de poing)                         | CWFC 8: Brutal Force               | 18 septembre 2004 | 2     | N/A   | Sheffield, Angleterre                |                                                                    |
| Victoire   | 1-1       | Paul Jenkins      | Décision majoritaire                                | Full Contact Fight Night 2         | 14 août 2004      | 3     | 5:00  | Portsmouth, Angleterre               |                                                                    |
| Défaite    | 0-1       | Lee Doski         | Soumission (rear naked choke)                       | Extreme Brawl 7                    | 6 juin 2004       | 2     | 4:59  | Bracknell, Angleterre                |                                                                    |